# Amartia
Amartia (griechisch Sünde) ist das zweite Album der belgischen Funeral-Doom-Band Pantheist. Das Konzeptalbum folgt musikalisch der Idee des Vorgängers O Solitude, das mit Dynamik sowie Einflüssen aus Dark Wave, Klassik und Ambient die Grenzen des Genres erweiterte. Konzeptionell befasst sich Amartia mit den titelgebenden Sünden.

## Geschichte
Mit dem Umzug des Leiters Kostas Panagiotou von Belgien nach Großbritannien im Jahr 2004 reformierte sich die Band. Aus der Besetzung des Debüts waren Sänger und Keyboarder Kostas Panagiotou sowie der Gitarrist Nicolas Tambuyser verblieben. Als Bassist kam Mark Bodossian und als Schlagzeuger Andy Semmens neu hinzu. Gemeinsam nahm diese Besetzung das Album Amartia sowie die EP The Pains of Sleep in den von Robert John Godfrey unterhaltenen The Lodge Studios in Northampton vom 1. bis zum 5. Oktober 2004 auf. Vom 15. bis zum 17. Oktober wurde das Album im gleichen Studio von der Band gemastert. Firedoom Music führte den Vertrag fort, den Pantheist mit dem Mutterlabel Firebox Records zur Veröffentlichung des Debüts abgeschlossen hatte.

## Albuminformationen
Am 30. März 2005 erschien Amartia mit 10 Titeln und einer Spieldauer von 1:16:30 Stunden über Firedoom Music als das zweite Album der Band. Es folgten Veröffentlichungen durch CD-Maximum im Jahr 2006 und Grau Records 2012. Nachdem das Album mehrfach als CD veröffentlicht und wiederveröffentlicht worden war, gaben Grau Records und Pantheist Amartia ebenfalls als Musikdownload heraus.

### Konzept
Amartia ist von Themen der christlichen Theologie, insbesondere der römisch-katholischen Kirche geprägt. Das Album ist eine Erzählung aus der Perspektive einer Person, die sich gegen Gott auflehnt und bewusst jede Todsünde begeht, um den Zorn Gottes herauszufordern. Die von diesem Individuum erwünschte Strafe Gottes solle ihm so als Gottesbeweis dienen und seinem Dasein und den bisherigen Leiden Sinn verleihen. Das Album umfasst zehn Titel, die in drei Kapitel geteilt sind. Das Eröffnungsstück Apologeia (griechisch Rechtfertigung) und das finale Metanoia (griechisch Buße) rahmen als einzelne Kapitel den Hauptteil, der die sieben Todsünden sowie das um Vergebung bittende Gebet First Prayer enthält. Unter dem im ersten Stück rechtfertigend vorgebrachten Vorsatz, alle sieben Todsünden zu begehen, arbeitet die Figur die Sünden Gluttony (englisch Völlerei), Envy (englisch Neid), Lust (englisch Lust), Pride (englisch Stolz), Greed (englisch Gier), Sloth (englisch Trägheit) und Wrath (englisch Zorn) ab. Im finalen Stück Metanoia formuliert die Person die Annahme, dass Gott tot sei und es keine Vergebung oder Erlösung für ihn geben könne. Entsprechend ist die Person gezwungen, „in einem kalten und herzlosen Universum“ zu leben und dem Sein selbst Bedeutung zu geben, „sodass die Verantwortung schwer auf seinen Schultern lastet.“
| Titelliste | Apologeia | Metanoia |
| 1. Apologeia: 11:12 (Panagiotou) 2. Gluttony: 11:10 (Panagiotou, Tambuyser) 3. Envy: 07:26 (Panagiotou, Tambuyser) 4. Lust: 07:06 (Panagiotou, Pantheist) 5. First Prayer: 06:44 (Panagiotou) 6. Pride: 05:58 (Panagiotou) 7. Greed: 07:42 (Semmens, Panagiotou, Bodossian, Tambuyser) 8. Sloth: 09:44 (Panagiotou) 9. Wrath: 05:10 (Panagiotou) 10. Metanoia: 04:18 (Panagiotou) | That’s why my Lord, in Your eyes I’ll commit One by one the seven gravest sins Until Your righteous punishment shall rid me Of every doubt about Your existence (Panagiotou) | In this cold and meaningless Universe God's death left an immense void in my soul I can’t feel any more… […] I never meant to be ungrateful! Isn’t there any redemption for this sinful soul? Someone please come and take me by the hand I need some warmth… (Panagiotou) |

### Stil
Die von Pantheist auf Amartia gespielte Musik führt den Funeral Doom fort, den die Band auf ihrem Debüt O Solitude präsentierte. Als Merkmal von Pantheist gelte indes, dass sie ihren Funeral Doom mit Emotion, traurigen, melodischen Themen und tiefen Atmosphären verstärken. „Hier zählt die Musik der Band und ihre Kunst im Allgemeinen und nicht, wie langsam oder extrem sie klingen mögen.“ Die Nutzung von synthetisch erzeugten Orchester-Arrangements, „tiefen und zermalmendem“ Riffing und einem meist langsamen, aber harten Schlagzeugspiel bleibt die Musik konsequent im Funeral Doom verhaftet. Der massive Einsatz des Keyboards und eines orchestralen, an gregorianische Choräle erinnernden Gesangs gibt der Veröffentlichung Individualität im Genre.

„Das Album lebt von einer melancholisch traurigen Stimmung, ist aber dennoch unheimlich abwechslungsreich. Schleppende Heavy-Passagen wechseln sich ab mit ruhigen verträumten Stellen, wobei nicht nur die mal heftig bratenden, mal melodiebetonten Gitarren, sondern auch das Keyboard sehr vielseitig eingesetzt werden. Außergewöhnlich für den Doom-Sektor ist aber vor allem, dass PANTHEIST ab und zu auch mal richtig Gas geben und in eher Death-Metal-artige Gefilde vordringen.“

Mit einem Metrum von 159 BpM ist das Stück Wrath das schnellste Stück des Albums. Das langsamste hingegen, das abschließende und auf Wrath folgende Metanoia mit 69 BpM. Die weiteren Stücke haben mit Metren zwischen 78 und 140 BpM ebenfalls langsame Tempi. Der Grundton der Stücke variiert. Pride und Gluttony sind in C-Dur geschrieben, Sloth und Wrath in H-Dur, Lust und Metanoia in G-Dur, Apologeia in F-Dur, Envy in D-Dur, First Prayer in d-Moll und Greed in A-Dur.

## Wahrnehmung
Für Metal Inside wurde eine Rezension verfasst, in der das Album als „für niemanden empfehlenswert“ beurteilt wurde. Verrissen wurde Amartia jedoch kaum. Überwiegend fielen die Rezensionen zu Amartia positiv aus. Angemerkt wurde häufig, dass das Album nur schwer zugänglich sei und die Musik „bestimmt nicht jedermann gefallen“ werde. Das Album sei gewiss ein Apell „an den Anspruch des Hörers“, verhindere durch die Stilmischung und den Anspruch allerdings die Möglichkeit „in die Musik einzutauchen.“ Doch „objektiv betrachtet“ müsse Amartia als „gute Scheibe, mit überdurchschnittlichen Ideen, einer schön warmen und rauh-drückenden Produktion und einigem Anspruch“ erkannt werden. Es mangele dem Album aber an Elementen, „die hängen bleiben“. An anderer Stelle wurde das Album hingegen hoch gelobt. „Dieses faszinierende, andersartige und mutige Werk [habe] es verdient, von allen gehört zu werden, egal ob im Sarg oder Sessel.“ Für Genrefreunde erweise sich Pantheist als Interpret der „Spitzenklasse“ und Amartia als „emotionales Meisterwerk voller Anmut und Musikalität“ sowie als „Pflichtkauf“ und eines der essentiellen Doom-Alben der 1990er Jahre. Für Menschen, „die bisher wenig mit extremen Doom in Verbindung gekommen sind“, erweise sich das Album möglicherweise als „Überraschungsentdeckung“. Für die Anhänger des Funeral Doom sei es das ideale Album.

„Hin und wieder schleichen sich auf ‚Amartia‘ zwar Passagen ein, die selbst Doom-Freaks […] zu zäh und langatmig sind, aber das zieht den Gesamteindruck kaum runter. Hier wären vielleicht ein paar kleine Kürzungen angebracht gewesen. Dennoch überzeugt PANTHEISTs zweites Full Length Album auf ganzer Linie und dürfte neben der neuen Paramaecium und dem kommenden Candlemass-Werk der Pflichtkauf der Saison für echte Doomheads sein.“